# Iglesia de Pisagua
La Iglesia de Pisagua es un templo católico ubicado en Pisagua Huara, Provincia del Tamarugal, Región de Tarapacá, Chile. Fue declarado Monumento Nacional de Chile, en la categoría de Monumento Histórico, mediante el Decreto Supremo n.º 780 del 3 de diciembre de 1990. Se fijaron los límites para este y otros monumentos por medio del Decreto Exento n.º 466 del 6 de febrero de 2008.

## Historia
Fue construido al mismo tiempo que la Cárcel Pública de Pisagua y que el Hospital de Pisagua. En 1905, la iglesia fue víctima de un incendio, por lo que dos de sus torres debieron ser reconstruidas.

## Descripción
La edificación está conformada por una nave, que cuenta con ventanas al costado de borde ojival. Encima de esto, a uno de los lados, se erige la torre hexagonal de dos pisos, que lleva una cubierta a cuatro aguas.